# Kaixan
Kaixan (persa: کاشان, Kāxān) és una ciutat del Jibal (Mèdia) a la província d'Esfahan, Iran, amb una població de 272.359 habitants el 2005. Està a 945 metres però el seu clima és càlid. Pateix manca d'aigua i a la zona hi ha molts escorpins. La ciutat disposa d'alguna universitat.

## Història
El jaciment arqueològic de Tepe Sialk o Sialg a 4 km a l'oest demostra l'antiga ocupació de la zona entre cinc i tres mil anys abans de Crist. Era un petit estat indoeuropeu que fou destruït a la meitat del segle VIII; els seus habitants, els kasians, haurien donat nom a la ciutat; les restes trobades estan en gran part al Louvre i al Museu Metropolità de Nova York, i a l'Iran, al Museu Nacional.
La llegenda fa aquesta ciutat la seu dels tres reis mags cosa que no té cap valor històric excepte demostrar el prestigi com a ciutat amb alta cultura de Kaixan. Tota la regió té molts vestigis sassànides. L'esclau persa Firuz Nahawandi (Abu Luluah) que va matar el califa Umar el 644, va fugir a KaXan i hi va viure uns anys fins que fou trobat ui executat. El seu nom no està testimoniat no obstant fins al segle x. En persa kaixi vol dir ceràmica. La tradició diu que fundada per Zubayda Khatun, esposa de Harun ar-Raixid vers el 800, que hi va construir un recinte fortificat contra atacs daylamites.
Inicialment dependent d'Esfahan fou agregada al govern de Qom i de vegades va formar govern separat. Tenia força reputació de cultura per les seves madrasses durant l'època seljúcida i Màlik Xah hi va fer construir una fortalesa anomenada Ghaleh Djalali; no va patir destruccions ni pels il-kans ni per Tamerlà. Es va desenvolupar sota els safàvides quan fou lloc de vacances dels xas a partir d'Abbas I el Gran, i s'hi van construir jardins, palaus, mercats i altres edificis o serveis, destacant els Jardins de Bagh-e Fin, que representa la visió clàssica del paradís.
El 1393 era governador de la ciutat Malek Sarbadar, que el 1389 havia fugit al fracassar una rebel·lió i havia estat acollir i nomenat governador allí pel sultà muzaffàrida Xah Mansur de Fars i Khuzestan. Miran Xah va arribar a Kaixan on el governador Malek Sarbadar al saber que arribava va enviar un correu a demanar quarter; li fou atorgat i se li va concedir vesta de honor i va passar al servei de Miran Shah. El 1404 s'esmenta la cavalleria de Qom, Kaixan i Derguzin. En aquests temps s'esmenta als turcs khalaj habitant la regió de Sawa, Qom, Kaixan, Txara i Perahan; Tamerlà volia formar amb ells un cos d'exèrcit. El 1407 Pir Muhammad de Fars va arranjar la situació administrativa de Kaixan i Jerbadekan (part del territori d'Esfahan) on les collites no s'havien recollit per la pesta, però aquesta ja havia passat i l'engranatge va tornar a funcionar; fou nomenat governador el seu fill Umar Xaikh (el nom del seu avi) amb els amirs Said Barles i Muhammad Juvan Fazel; Khoja Muzaffar al-Din Masud Nazarí com a administrador financer; Xaikh Iezaul fou designat governador de Kaixan (Kashan) Quan el pretendent muzaffàrida Sultan al-Motasim va atacar Esfahan el 1409, l'amir Xah, que governava Kaixan, d'acord amb el visir Khoja Ghiyath al-Din Sayyid Ahmad, va posar aquesta plaça en estat de defensa. Durant la lluita contra Iskandar a Esfahan, Xah Rukh vavia enviat a Abd Allah Perwanji i a Ali Dervix a Kaixan; la ciutat es va sotmetre i el districte es va organitzar (1414). L'exèrcit imperial va passar per Qom i Kaixan i va arribar a Esfahan el 4 de novembre de 1415. El 1415 l'amir Elies Khoja fou confirmat com a governador de Qom, Kaixan, Rayy i Rustamdar fins a Gilan.
El 1524 tenia 25.000 habitants i el 1565 eren 35.000. La vila fou destruïda per un terratrèmol el 1779 que va causar vuit mil morts; molts dels edificis safàvides foren reconstruïts pels qadjars, especialment Fat Ali Xah. El 1800 només tenia 15.000 habitants però va créixer ràpid i el 1840 ja eren 30.000 i el 1908 eren 50.000. Llavors es va produir una aturada amb forta emigració a Teheran i el 1956 havia passat a 46.000 habitants; després del 1960 va començar a créixer altre cop i va arribar a 58.468 habitants el 1966. La ciutat tenia una important comunitat jueva (2000 jueus el 1906, però va disminuir després del 1948 i el 1956 només eren 525.

## Monuments
- Mesquita i madrassa Agha Bozorg.
- Residència Khaneh Borujerdi ha.
- Residència Khaneh Tabatabaei ha
- Casa Amerian
- Casa Abbasian
- Casa Sharifian
- Casa Al-e-Yaseen

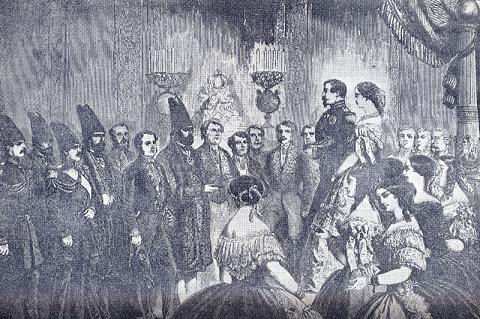
Amin al-Dawla enviat persa a la cort de Napoleó III

- Capella de Sultan Amir i bany de Sultan Amir Ahmad
- Fortalesa de 40 Dokhtaran
- Capella de Firuz Nahavandi/Abu-Lu'lu'ah (l'assassí d'Umar)
- Jardins Fin
- Ziggurat Sialk
- Ghaleh Djalali
- Mercat de Kashan
- Timcheh Amin-o-dowleh
- Mausuleu de Khodja Tadj al-Din (1463)
- Minaret de la mesquita (1074)
- Minaret de Zayn al-Din de 47 metres
- Fortalesa Djalali (restes)
- Mesquita Mir Imad o Maydanm-i Fayd
- Imamzada Habib ibn Musa (mausoleu de Shah Abbas I el Gran
- Madrassa-i Sultani
- Mausoleu del poeta Muhtasham Kashani mort el 1588
- Mausoleu del teòsof Mulla Mursin Fayd Kashani mort el 1680

## Agermanamentss
- Umeå, Suècia

## Persones il·lustres
- Sipihr (? - 1880), historiador